# Voice over Internet Protocol

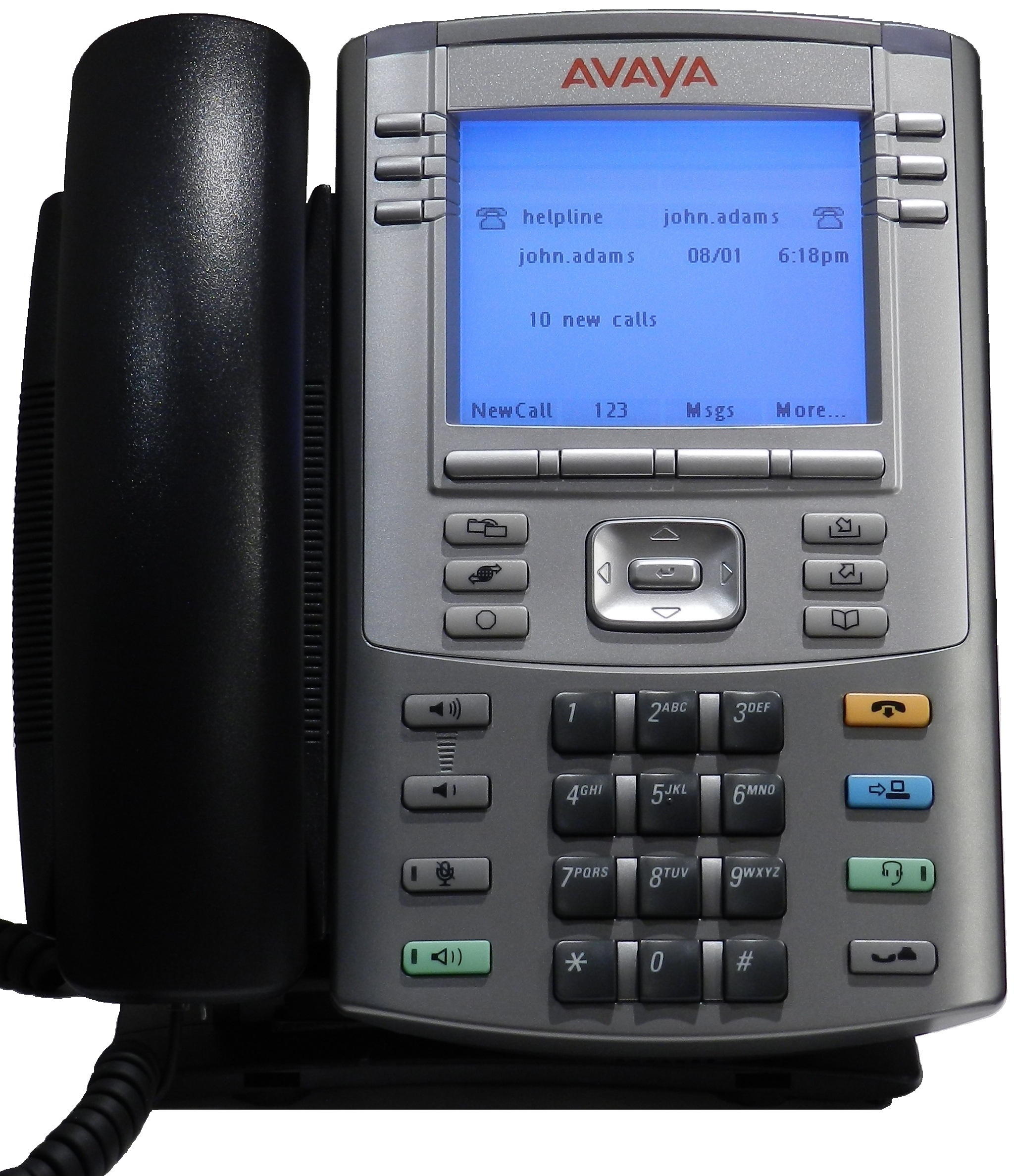
Avaya VoIP Phone

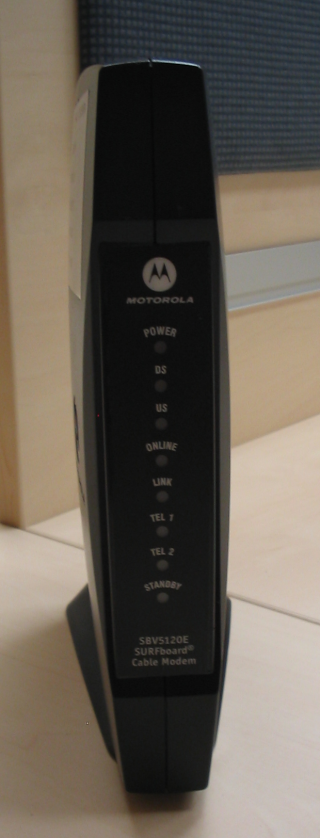
Modem firmy Motorola dla sieci telewizji kablowej wyposażony w moduł VoIP

Voice over Internet Protocol (VoIP) – technika umożliwiająca przesyłanie dźwięków mowy za pomocą łączy internetowych lub oddzielnych sieci wykorzystujących protokół IP, popularnie nazywana „telefonią internetową”. Dane przesyłane są przy użyciu protokołu IP, co pozwala wykluczyć niepotrzebne „połączenie ciągłe” i np. wymianę informacji, gdy rozmówcy milczą.

## Ogólny opis
Zalety w porównaniu z telefonią tradycyjną:
- niezależność od operatorów/monopolistów państwowych (swoboda wyboru, a potencjalnie także większa prywatność),
- bezpłatne rozmowy wewnątrz sieci operatora,
- niższy koszt połączeń z telefonią stacjonarną (zwykle dopiero przy połączeniach zagranicznych, ew. międzystrefowych),
- pełna mobilność użytkownika (problem roamingu ma ograniczone znaczenie),
- niski koszt infrastruktury (w porównaniu z tradycyjnymi liniami telefonicznymi),
- integracja z przyszłościowymi usługami takimi jak przesyłanie danych czy obrazu.

Wady w porównaniu z telefonią tradycyjną:
- większa zawodność usług,
- konieczność posiadania dedykowanego sprzętu lub oprogramowania i łącza internetowego,
- przy realizacji sprzętowej większe koszty zakupu (np. aparatów) dla użytkownika końcowego,
- brak (ze względu na pełną niekontrolowaną mobilność) możliwości geograficznej lokalizacji „zakończenia sieci” (istotnej np. przy połączeniu na numery alarmowe i inne numery skrócone).

Z VoIP korzystać można do połączeń z:
- innymi użytkownikami VoIP,
- użytkownikami telefonii stacjonarnej i komórkowej.

Osiągnąć to można:
- korzystając z tzw. kart zdrapek pre-paid w dostępie wdzwanianym przez telefon stacjonarny,
- używając telefonu IP lub bramki VoIP skonfigurowanych do użycia dla jednego lub wielu operatorów VoIP,
- wykorzystując komputer przyłączony do internetu z odpowiednim oprogramowaniem komunikacyjnym.

Najczęściej praktykowane jest wykorzystanie VoIP do realizacji połączeń zagranicznych, których koszt jest wielokrotnie mniejszy niż w telefonii tradycyjnej czy komórkowej.
Poszczególne systemy różnią się nie tylko ceną połączeń, ale również sposobem podłączenia się.
W przypadku kart zdrapek połączenia wykonuje się poprzez numery dostępowe/połączenie wdzwaniane (typu 801, ale również zwykłe numery „stacjonarne” oferowane przez niektórych operatorów VoIP).
W przypadku telefonu IP, bramki VoIP lub programu (typowego VoIP lub komunikatora internetowego) połączenie wykonuje się przez posiadane łącze internetowe. Istnieje możliwość wykupienia towarzyszącego numeru telefonii stacjonarnej, co pozwala na odbieranie rozmów przychodzących. Obecnie dla tego typu połączeń istnieje możliwość dzwonienia na dowolny numer telefoniczny na całym świecie (niektórzy operatorzy ograniczają możliwość połączeń na płatne infolinie i telefony alarmowe).
Oprócz płatności pre-paid (opłacone z góry) niektórzy operatorzy oferują również wersje post-paid (opłata po wykonaniu usługi).

## ProtokołyVoIP
Większość implementacji VoIP wykorzystuje protokół RTP.
Niektóre protokoły VoIP:
- SIP (będzie oficjalnym protokołem zaproponowanym przez IETF, bardzo popularny),
- H.323 (bardzo popularny),
- Skinny Client Control Protocol,
- Megaco,
- MiNET,
- MGCP,
- IAX,
- Jingle.

## Metody kompresji mowy
Do najczęściej używanych metod kompresji mowy w telefonii VoIP należą:
- iLBC,
- GSM (RPE-LTP),
- Speex,
- G.729 (CS-ACELP(inne języki)),
- G.723.1 (ACELP),
- G.711 (PCM),
- G.726 (ADPCM),
- G.728(inne języki) (CELP(inne języki)).

## VoIPsprzętowy
Najsprawniejsza forma wykorzystania VoIP to urządzenia niezależne od komputera. Tego typu urządzeniami są bramka VoIP i telefon VoIP.

## Oprogramowanie
Oprogramowanie można podzielić na trzy główne grupy. Pierwsza, to programy stworzone z myślą o komunikacji głosowej. Druga grupa to komunikatory internetowe, których funkcjonalność została poszerzona o możliwość przekazywania głosu. Trzecią grupę stanowią serwery służące do obsługi połączeń VoIP i centralek PBX, np. Customer Interaction Center. Dostępne są również aplikacje mobilne pozwalające na obsługę połączeń VoIP, dzięki czemu możemy rozmawiać bezpośrednio przez smartfon.
Ponadto dostępne jest darmowe oprogramowanie, które potrafi w bardzo szerokim zakresie zapewnić bezpieczeństwo połączeń VoIP. Zaliczyć do nich można:
- OpenVPN,
- Stunnel.

## Problemy

### Jakość
Największym problemem, z jakim boryka się telefonia VoIP, jest jakość połączenia. Obecna struktura Internetu uniemożliwia często zapewnienie minimalnego stałego przesyłu danych (QoS), wymaganego dla idealnej jakości rozmowy. W razie zbyt wolnego połączenia pojawiają się zniekształcenia, dźwięk staje się mechaniczny, a słowa urywane (Jitter, Lag). Dodatkowym utrudnieniem są większe opóźnienia, które w skrajnych sytuacjach uniemożliwiają płynną konwersację. W większości przypadków udaje się jednak obejść ten problem poprzez użycie zaawansowanych metod kompresji mowy. Zresztą przy połączeniu 256 kb/s jakość rozmowy przy zastosowaniu QoS’u jest już bardzo dobra.
Kolejnym utrudnieniem jest brak w większości przypadków możliwości dzwonienia pod numery alarmowe. Związane jest to z trudnością lokalizacji rozmówcy i tym samym odpowiedniego przekierowania jego zgłoszenia do najbliższej jednostki alarmowej.

### Bezpieczeństwo
Zaniedbywanym problemem jest obecnie bezpieczeństwo połączeń poprzez VoIP. Możliwe, że telefonia internetowa zawdzięcza swoją konkurencyjną cenę brakom w tym zakresie, np. niestosowaniu polityki bezpieczeństwa wdrażania oraz eksploatowania systemów VoIP. Świadomość zagrożenia jest tutaj niezwykle niska.
Jak się okazuje przeprowadzenie udanego ataku na serwer lub użytkownika telefonii jest niezwykle łatwe. Możliwe jest np. spreparowanie pakietu, który po dotarciu do węzła rozłącza rozmówców itp.
Jednym z bardziej podatnych na atak protokołów jest SIP (protokół sygnalizacyjny), który jest bardzo często stosowany w praktyce.
Innym zagadnieniem bezpieczeństwa jest atak pasywny, który może polegać na podsłuchu (Sniffer).

## Polska w porównaniu ze światem
Serwis internetowy DigiTimes we wrześniu 2004 poinformował, iż pięć państw, w których technika telefonii internetowej w wersji opartej na sieci P2P jest najpopularniejsza to Stany Zjednoczone, Tajwan, Polska, Brazylia i Chiny.

## Przechowywanie danych
Od kwietnia 2009 na podstawie nowej unijnej dyrektywy, dostawcy internetu w UE muszą rejestrować kontakty swoich klientów w sieci, m.in. rozmowy VoIP.